# 黄牛の滝

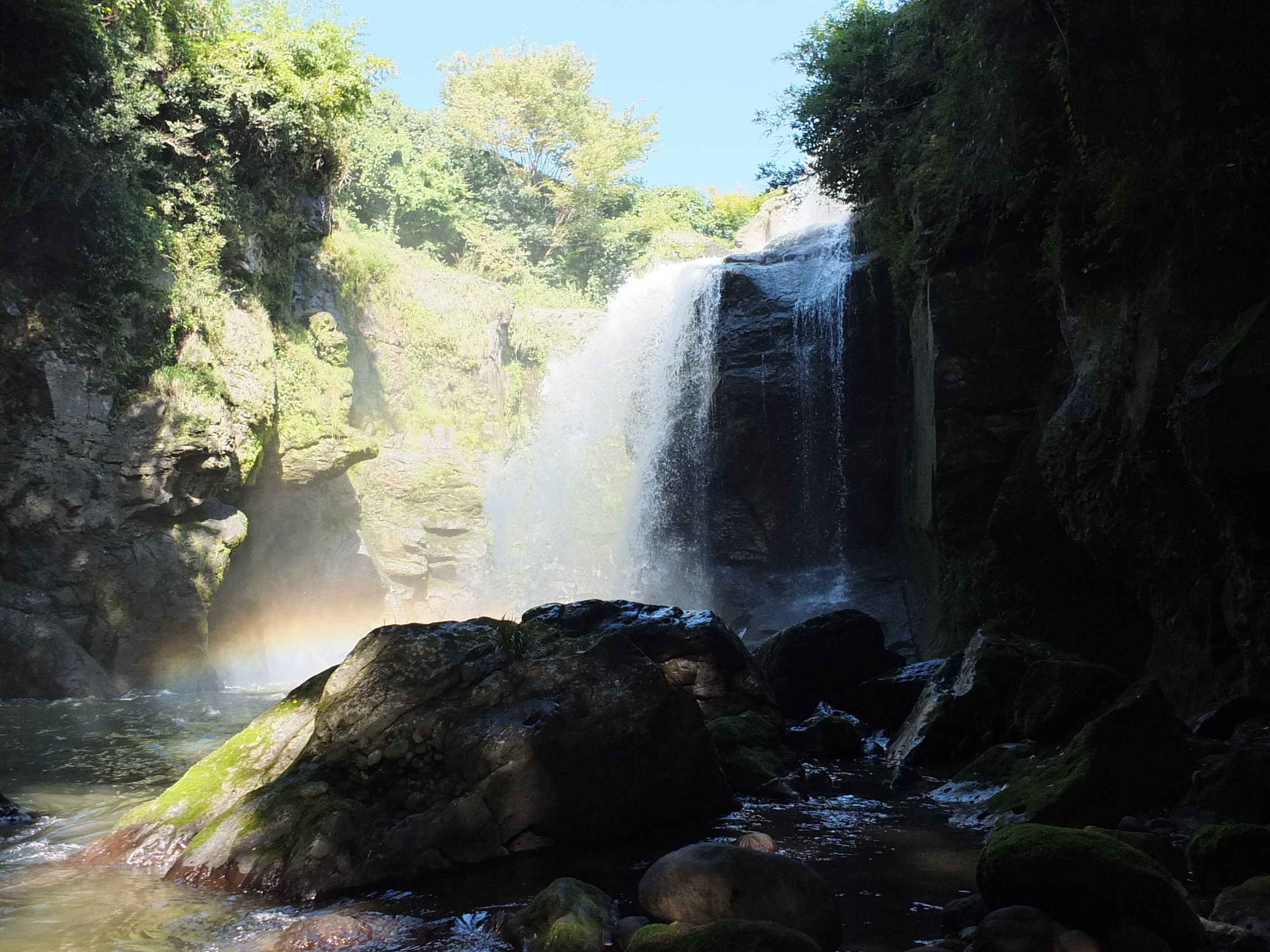
黄牛の滝

黄牛の滝（あめうしのたき）は、大分県竹田市上坂田にある滝である。
竹田市を流れる稲葉川の上流にあり、滝の落差は約20mで水量は多い。滝の付近には駐車場やトイレ、休息所が整備されている。また付近には2003年4月に出来た宮城天然温泉・出会いの湯がある。